# Dušan Vemić
Dušan Vemić srbsky: Душан Вемић; (* 17. června 1976 v Zadaru, Chorvatsko, tehdy Jugoslávie) je současný srbský profesionální tenista. Ve své dosavadní kariéře zatím nevyhrál žádný turnaj ATP.

## Finálové účasti na turnajích ATP (2)

### Čtyřhra - prohry (2)
| Legenda                                                       |
| ATP International Series Gold / ATP World Tour 500 Series (1) |
| ATP International Series / ATP World Tour 250 Series (1)      |

| Č. | Datum          | Turnaj              | Povrch | Partner        | Vítězové                   | Výsledek        |
| 1. | 1. srpen 1999  | Kitzbühel, Rakousko | antuka | Alex Calatrava | Chris Haggard Peter Nyborg | 6-3, 6-74, 7-64 |
| 2. | 10. srpen 2008 | Los Angeles, USA    | tvrdý  | Travis Parrott | Rohan Bopanna Eric Butorac | 7-65, 7-65      |

## Davisův pohár
Dušan Vemić se zúčastnil 18 zápasů v Davisově poháru za tým Srbska a předtím Jugoslávie s bilancí 11-4 ve dvouhře a 9-5 ve čtyřhře.

## Postavení na žebříčku ATP na konci sezóny

### Dvouhra
| Rok    | 1994  | 1995   | 1996   | 1997   | 1998   | 1999   | 2000   | 2001   | 2002   | 2003   | 2004   | 2005   | 2006   | 2007   | 2008   |
| Pořadí | 1024. | ▲ 496. | ▼ 515. | ▲ 218. | ▼ 271. | ▼ 299. | ▼ 493. | ▲ 418. | ▼ 419. | ▲ 228. | ▼ 245. | ▼ 248. | ▼ 375. | ▲ 152. | ▼ 240. |

### Čtyřhra
| Rok    | 1995 | 1996   | 1997   | 1998   | 1999   | 2000   | 2001   | 2002   | 2003   | 2004   | 2005   | 2006   | 2007   | 2008  |
| Pořadí | 462. | ▲ 233. | ▲ 184. | ▼ 220. | ▲ 111. | ▼ 119. | ▼ 191. | ▲ 139. | ▼ 220. | ▼ 356. | ▲ 345. | ▲ 168. | ▼ 329. | ▲ 35. |